# Giambattista Moroni

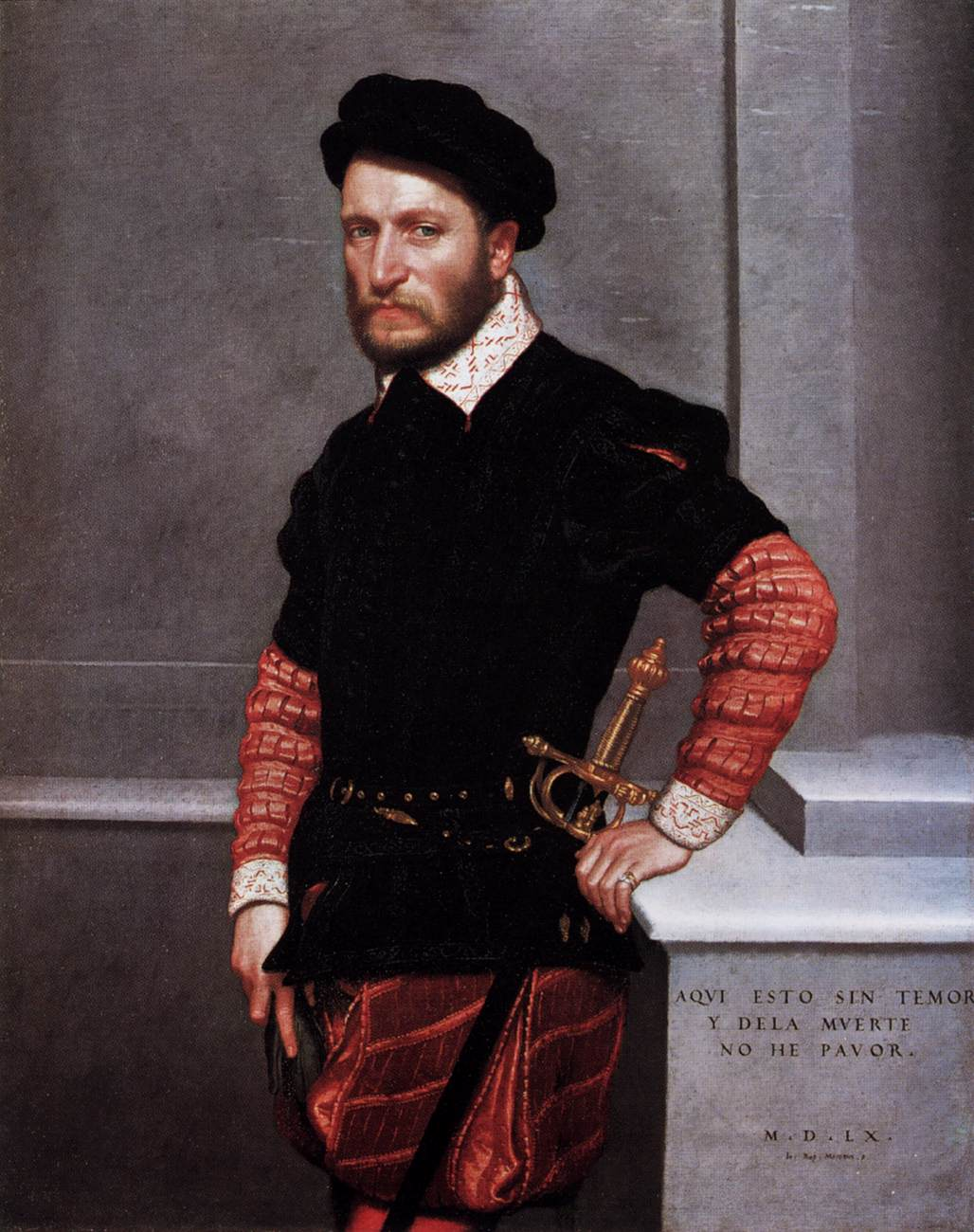
Don Gabriel de la Cueva

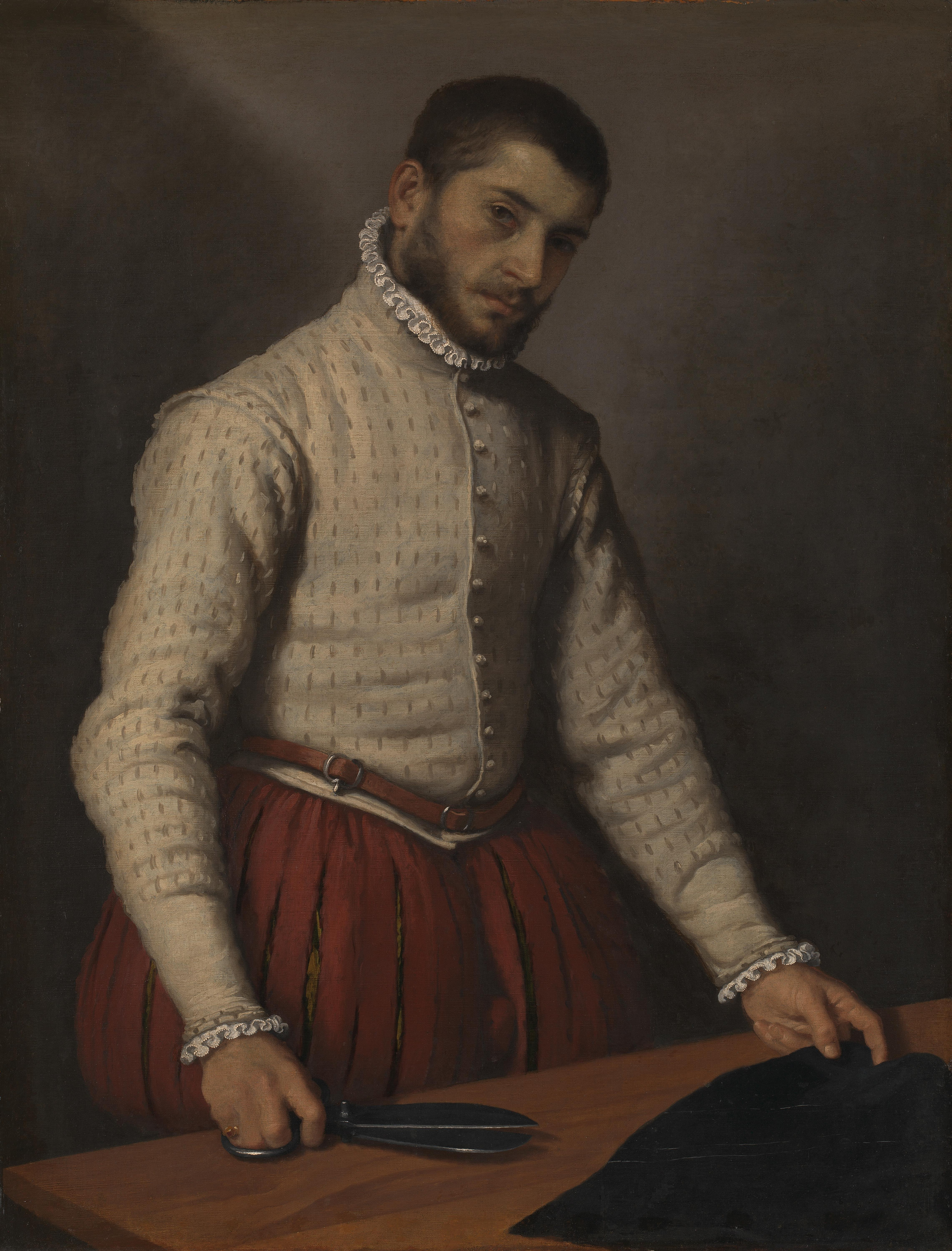
O Alfaiate

Giovanni Battista Moroni (Albino, c. 1525 - Bérgamo, 5 de fevereiro de 1578) foi um pintor italiano do Maneirismo. É também chamado de Giambattista Moroni. Conhecidos por seus retratos realistas, é considerado um dos grandes pintores de retratos do século XVI na Itália.
Estudou com Alessandro Bonvicino, na Bréscia. Também trabalhou em Trento, Bérgamo e na cidade de Albino, onde nasceu e morreu.
Seus períodos em Trento coincidiram com as duas sessões do Concílio de Trento. Nas duas ocasiões, Moroni pintou um número de obras religiosas, bem como uma série de retratos. Na mesma época, entrou em contato com Ticiano, com quem possivelmente estudou.
Moroni tornou-se um retratista conhecido em Bérgamo até 1557-62, quando a cidade entrou em crise. Moroni se retirou permanentemente para Albino, onde foi ofuscado por Giorgio Vasari. Sua produção em Bérgamo, influenciada pelo realismo de Savoldo, produziu em poucos anos uma série de retratos cheios de humanidade e baseados na vida cotidiana. Seus quadros eram detalhados nas naturezas-mortas e nas roupas com seus drapeados, muito mais que na profundidade psicológica. Sua produção de quadros religiosos é pequena e relativamente desconhecida.
Sua arte mostrava as influências de seu mestre Lorenzo Lotto e Girolamo Savoldo.

## Ver Também
- História da pintura
- Pintura da Renascença Italiana